# Luci Volumni Flamma Violent
Luci Volumni Flamma que portava l'agnomen de Violent (llatí: Lucius Volumnius Flamma Violens) va ser un magistrat romà. Formava part de la gens Volúmnia i portava el cognomen de Flamma.
Va ser cònsol per primera vegada l'any 307 aC amb Appi Claudi Cec. Enviat amb l'exèrcit contra els sallentins, un poble de la Pulla, va ocupar diverses ciutats per assalt i es va fer molt popular entre els soldats per la seva liberal distribució del botí. Però els Fasti no el mencionen, i podria no ser cert aquest consolat.
L'any 296 aC va ser cònsol, ara sense cap dubte, per segona vegada també junt amb Appi Claudi Cec i va ser enviat a la frontera amb el Samni, en un moment crític de la Tercera Guerra Samnita, però quan un exèrcit samnita es va presentar a Etrúria va ser enviat a aquesta zona per ajudar al seu col·lega. Appi Claudi es va molestar en un primer moment, però finalment va acceptar a Flamma. No hi va haver harmonia entre ells i una vegada els dos exèrcits units van rebutjar als etruscs i samnites, Flamma va retornar a marxes forçades a Campània on els samnites havien saquejat la plana de Falèrnia, els va sorprendre a la vora del Liris quan retornaven amb els captius i el botí, i els va causar baixes i pèrdues. Per la importància de la victòria es va ordenar a Roma que es fessin accions de gràcies en nom del cònsol.
Flamma va presidir els següents comicis per l'elecció de cònsols i segons la seva recomanació, el poble va escollir Quint Fabi Màxim Rul·lià per l'any següent. Flamma va conservar el seu comandament com a procònsol pel mateix període amb l'acord del senat i els comicis, i l'any 295 aC amb les legions II i IV va envair Samni. És possible que altre cop hagués d'anar a Etrúria i prengués part a la batalla de Santium.
Es va casar amb Virgínia filla d'Aule Virgini.